# Walden Media
Walden Media — американская кинокомпания, производящая и издающая детские фильмы, основанные на литературных произведениях. Студия известна в основном производством цикла фильмов по сказкам Клайва Стейплза Льюиса «Хроники Нарнии». Штаб-квартира компании располагается в Лос-Анджелесе, Калифорния, а подразделения, занимающиеся обучением, внешними связями, общением с прессой и издательской деятельностью находятся в Бостоне, штат Массачусетс.

## История
Компания Walden Media была основана в 2000 году Майклом Флаэрти, ранее занимавшемся образовательной деятельностью, и Кэри Гренэтом, который до этого был президентом компании Dimension Films. За активную программу помощи непривилегированным студентам в получении качественного образования газета The Boston Globe назвала Майкла Флаэрти «предпринимателем в образовании». Когда-то Флаэрти и Гренэт вместе учились в университете Тафтс, затем их жизненные пути разошлись, чтобы вновь соединиться при создании Walden Media. Изначально целью компании ставилась деятельность в кинематографе, телевидении, печатных изданиях и даже в интернете, посвящённая обучению и развлечению детей и молодёжи. Владельцем компании стал поддержавший это начинание миллиардер Филлип Аншультц, известный своей поддержкой консервативного христианства.
В 2006 году компания Walden Media выступила спонсором акции «Побьём мировой рекорд чтения с „Паутиной Шарлотты“». Ровно в полдень, 13 декабря, 547826 человек в 2451 городах США и ещё 28 стран прочитали отрывок из книги «Паутина Шарлотты», побив тем самым предыдущий мировой рекорд, установленный в 2004 году в Великобритании, когда 155528 студентов из 737 школ одновременно прочитали стихотворение Уильяма Вордсворта «Нарциссы».

## Название и логотип
Компания получила своё название в честь Уолденского пруда в Конкорде, штат Массачусетс.
Логотип компании - прыгающий по водной глади пруда камешек.

## Фильмография
- Пульс: Одиссея Стомп (2002)
- Призраки бездны: Титаник (совместно с Walt Disney Pictures, 2003)
- Клад (совместно с Walt Disney Pictures, 2003)
- Меня зовут Дэвид (совместно с Lionsgate Entertainment, 2003)
- Вокруг света за 80 дней (совместно с Walt Disney Pictures, 2004)
- Благодаря Винн Дикси (совместно с 20th Century Fox, 2004)
- Хроники Нарнии: Лев, колдунья и волшебный шкаф (совместно с Walt Disney Pictures, 2005)
- Крик совы (совместно с New Line Cinema, 2006)
- Как есть жареных червяков (совместно с New Line Cinema, 2006)
- Удивительная лёгкость (совместно с Roadside Attractions, 2006)
- Паутина Шарлотты (совместно с Paramount Pictures, The K Entertainment Company и Nickelodeon Movies, 2006)
- Мост в Терабитию (совместно с Walt Disney Pictures, 2007)
- Легенда об Искателе (совместно с 20th Century Fox, 2007)
- Лавка чудес (совместно  с 20th Century Fox и Mandate Pictures, 2007)
- Мой домашний динозавр (совместно с Columbia Pictures и Revolution Studios, 2007)
- Остров Ним (совместно  с 20th Century Fox, 2008)
- Хроники Нарнии: Принц Каспиан (совместно с Walt Disney Pictures, 2008)
- Путешествие к центру земли (совместно с New Line Cinema, 2008)
- Город Эмбер: Побег (совместно  с 20th Century Fox, 2008)
- Бэндслэм (совместно с Summit Entertainment, 2009)
- Зубная фея (совместно  с 20th Century Fox, 2010)
- Рамона и Бизус (совместно  с 20th Century Fox, 2010)
- В ожидании "Супермена"(совместно с Paramount Vantage и Participant Media, 2010)
- Хроники Нарнии: Покоритель Зари (совместно с 20th Century Fox, 2010)
- Путешествие 2: Таинственный остров (совместно с New Line Cinema, 2012)
- Зубная фея 2 (совместно с 20th Century Fox Home Entertainment, 2012)
- Обучение полетам (совместно с 20th Century Fox, 2012)
- Покорители волн (совместно с 20th Century Fox, 2012)
- Методы воспитания (совместно с 20th Century Fox, 2012)
- Возвращение на остров Ним (совместно с Arc Entertainment, 2013)
- Дорогой немой дневник (ТВ, 2013)
- Ватсоны едут в Бирмингем (ТВ, 2013)
- Посвященный (совместно с The Weinstein Company, 2014)
- Эверест (совместно с Universal Pictures, Cross Creek Pictures и Working Title Films, 2015)
- Большой и добрый великан (The BFG, совместно с Walt Disney Pictures, DreamWorks Pictures,  Amblin Entertainment и Reliance Entertainment, 2016)
- Собачья жизнь (A Dog's Purpose, совместно с Amblin Entertainment, 2016)
- Дора и затерянный город (Dora and the Lost City of Gold, совместно с Paramount Pictures, Paramount Players и Nickelodeon Movies, 2019)
- Игры с огнём (Playing with Fire, совместно с Paramount Pictures, Paramount Players, Nickelodeon Movies и Broken Road Productions, 2020)
- Лига монстров (Rumble, совместно с Paramount Pictures, Paramount Animation, WWE Studios и Reel FX Animation Studios, 2022)